# Diospyros bullata
Diospyros bullata är en tvåhjärtbladig växtart som beskrevs av Albert Charles Smith. Diospyros bullata ingår i släktet Diospyros och familjen Ebenaceae. Inga underarter finns listade i Catalogue of Life.